# 海登 (愛達荷州)
海登（英語：Hayden）是一個位於美國愛達荷州庫特內縣的城市。

## 地理
海登的座標為47°45′26″N 116°47′20″W / 47.75722°N 116.78889°W，而該地的平均海拔高度為697米（即2287英尺）。

## 人口
根據2020年美國人口普查的數據，海登的面積為26.90平方千米，當中陸地面積為26.84平方千米，而水域面積為0.06平方千米。當地共有人口15570人，而人口密度為每平方千米579人。